# ستيف دوناهو
ستيف دوناهو (بالإنجليزية: Steve Donahue)‏ هو مدرب كرة سلة أمريكي، ولد في 21 مايو 1962.

## روابط خارجية
- ستيف دوناهو على موقع كلية كرة السلة في سبورتس رفرنس.كوم (الإنجليزية)